# Arthur Jones
Arthur Jones, född 1926, död 2007, var en amerikansk uppfinnare. 1948 byggde han den första prototypen på vad som till sist skulle bli den ursprungliga Nautilusmaskinen, en så kallad pullovermaskin för muskulaturen i övre delen av ryggen.

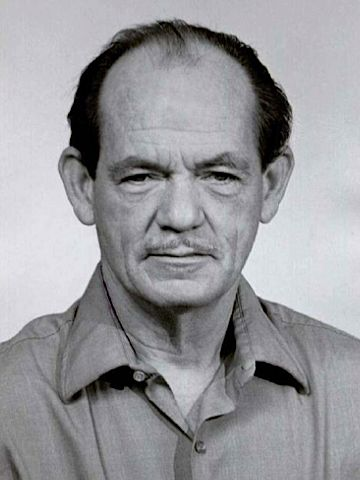

Jones upptäckte tidigt att ledernas cirkulära rörelsemönster parat med fria vikters linjära belastningsriktning gav stora brister i hur en muskel belastades under en rörelse. Han fann till exempel att bicepsmuskeln på överarmens framsida endast hade tillräcklig belastning under 20 av de 160 grader som rörelsen omfattar. Under de övriga 140 graderna var belastningen för låg för att stimulera muskelns styrketillväxt.